# Herb Buchholz in der Nordheide

Herb Buchholz in der Nordheide

Herb Buchholz in der Nordheide – przedstawia tarczę podzieloną w poziomie na dwa pola, przy czym górne pole podzielone jest pionowo również na dwa pola. 

## Symbolika
Prawe pole (heraldycznie) u góry zawiera dwie żółte na siebie patrzące dolnosaksońskie końskie głowy na niebieskim tle. Lewa strona zawiera na żółtym tle gałązkę buku z pięcioma zielonymi liśćmi, które wskazują na nazwę miasta. 
Nazwę Buchholz pochodzącą od słowa Buche (pol. buk) można przetłumaczyć jako Bukowina.
W dolnym polu znajduje się mur z czerwonej cegły składający się z pięciu warstw, który ma symbolizować odbudowę po zniszczeniach wojennych.